# Sharon Goldwater
Sharon J. Goldwater est une informaticienne américaine et britannique, spécialisée en sciences cognitives, linguistique du développement, et traitement automatique des langues ; elle est titulaire de la chaire personnelle d'apprentissage informatique des langues à l'Université d'Édimbourg, School of Informatics. Ses recherches portent sur l'apprentissage non supervisé du langage par ordinateur et sur la modélisation informatique du développement du langage chez l'enfant.

## Formation et carrière
Goldwater est diplômée en 1998 de l'université Brown et elle a travaillé comme chercheur à SRI International de 1998 à 2000. Elle est ensuite retournée à l'université Brown pour des études supérieures en sciences cognitives et linguistiques. Elle a obtenu son doctorat en 2006. Sa thèse, intitulée Nonparametric Bayesian Models of Lexical Acquisition, a été supervisée par Mark Johnson,.
Après des recherches postdoctorales à l'université Stanford, Goldwater a obtenu son poste actuel à l'Université d'Édimbourg. Elle est nommée sur une chaire personnelle en 2018.

## Reconnaissance
Goldwater est la lauréate 2016 du prix Roger-Needham de la British Computer Society.